# Boukhelifa
Boukhelifa (em árabe: بوخليفة) é uma comuna localizada na província de Bugia, no norte da Argélia. Segundo o censo de 2008, a população total da cidade era de 8 799 habitantes.